# Ford Cosworth DFY
Il Ford Cosworth DFY è un motore endotermico alternativo aspirato da competizione realizzato dalla Cosworth su commessa della Ford, per poter essere impiegato nel Campionato mondiale di Formula 1.
Questo propulsore deriva profondamente dal Ford Cosworth DFV, noto per essere stato il più longevo e vincente motore di Formula 1 della storia, dato che è stato adoperato per circa vent'anni ed ha ottenuto 155 vittorie nei Gran Premi di Formula 1.

## Contesto
All'inizio degli anni '80 il Cosworth DFV era ormai diventato un'istituzione nel mondo della Formula 1, in quanto in quegli anni la massima serie era divisa tra squadre gestite da case automobilistiche e piccoli costruttori (per lo più britannici). Le scuderie Ferrari, Renault e Alfa Romeo avevano finanze e strutture per costruire internamente scocche, cambi e motori, tant'è che in alcuni casi vendevano anche queste parti a terzi.
Ma le squadre minori, definite da Enzo Ferrari in maniera spregiativa "assemblatori" e non "costruttori", poiché non realizzavano da soli l'intera vettura, non avevano i fondi e gli strumenti per tenere il passo dei colossi dell'automobile, quindi realizzavano in proprio i telai e acquistavano le trasmissioni e i motori da fornitori esterni.
La Cosworth introdusse il DFV nel 1967 e da allora la maggior parte delle squadre adottarono questo motore in quanto era più semplice ed economico degli altri, oltre ad essere molto più leggero e compatto ed offrire un baricentro abbastanza basso per via dell'angolo di 90° tra le bancate. Tuttavia non poteva rivaleggiare con gli avversari in termini di potenza, soprattutto nei confronti dei motori Ferrari, per contro dichiarava dei consumi molto più bassi.
Per via di queste caratteristiche molte squadre inglesi, come Lotus, Tyrrell, Brabham e McLaren che erano molto ferrate in tema di costruzione dei telai, riuscirono a rivaleggiare con i grossi costruttori ed ottenere anche diversi titoli mondiali.
Ma nel 1977, sull'onda dell'esperienza maturata alla 24 Ore di Le Mans, la Renault esordì in Formula 1 con una scelta tecnica controcorrente che, seppur prevista dal regolamento fin dal 1966 (quando furono introdotti i motori aspirati da tre litri) non era stata presa ancora seriamente in considerazione da nessun altro costruttore: realizzò un motore sovralimentato mediante turbocompressore anziché un classico aspirato.
Questa soluzione fino ad allora non era stata sperimentata perché reputata troppo estrema per costruire un motore sufficientemente affidabile e competitivo, anche perché le norme concedevano agli aspirati il vantaggio di una cilindrata di 3 litri, contro 1,5 litri dei motori sovralimentati. Inizialmente le macchine transalpine vennero soprannominate dagli inglesi le "teiere gialle" per via della loro livrea e del fumo intenso e spettacolare che i loro motori emettevano quando si rompevano, ma ben presto i francesi recuperarono affidabilità e si rivelarono decisamente veloci, facendo invecchiare di colpo tutti i propulsori dell'epoca, soprattutto i Cosworth.
I turbo della Renault infatti, dimostrarono di essere molto potenti anche se inizialmente soffrivano di problemi di risposta ai comandi dell'acceleratore dovuti al turbocompressore (turbo lag), consumi eccessivi e numerosi casi di inaffidabilità, ma una volta completata la messa a punto tutti i costruttori furono costretti a convertirsi a questa nuova tecnologia.

Il DFV era già deficitario in potenza rispetto agli altri aspirati, quindi rispetto ai turbo denunciava 100-150 cavalli in meno, inoltre i turbo Renault e Ferrari erano dei sei cilindri a V anziché otto come il Cosworth, e seppur completi di turbine erano comunque più compatti. Nel 1982 anche la BMW esordì in Formula 1 con un motore turbo molto prestante, addirittura un 4 cilindri, nell'83 fu il turno di TAG-Porsche ed Honda con dei V6.
Per tenere il passo coi tempi ma fornire un motore comunque economico, la Cosworth decise di evolvere profondamente il DFV ed incrementarne la potenza, anche se non raggiunse mai i livelli dei motori turbo.
Venne così disegnato il DFY, che esordì nel 1983 in esclusiva sulle vetture Tyrrell.
Quell'anno ottenne il suo ultimo successo nelle gare con un motore derivato dal DFV.

## Progetto
Il DFY venne rivisto da Mario Illien, un ingegnere svizzero della Cosworth che poi fonderà la Ilmor assieme a Paul Morgan, riscuotendo successi sia in Formula 1 che Formula Indy con motori progettati per conto di Chevrolet, Mercedes e Honda.
Il motore venne progettato in due step evolutivi: il primo prevedeva di incrementarne il regime massimo di rotazione e di ridurne il peso. Per ottenere un regime di rotazione superiore venne modificato il rapporto alesaggio/corsa, quindi ridotta quanto più possibile quest'ultima in modo da avvicinare i 12000 giri/minuto, ma per ottenere questo risultato venne anche ridisegnata la testata, in particolare i condotti di aspirazione e scarico che presentavano una sezione maggiorata e una lunghezza ridotta.
Inoltre venne adottato un collettore di aspirazione in magnesio più leggero del vecchio in alluminio.
Con questi interventi il motore guadagnò una ventina di cavalli (da 500 passò a 520) e il suo peso scese di circa 13 chili, quindi arrivò a 150 contro i 163 precedenti.
La seconda ed ultima evoluzione era mirata a limare ancora un po' il peso, e migliorare l'erogazione per conferirgli una rotondità di funzionamento che lo avvicinasse quanto più possibile a quella dei motori turbo.
Infatti rispetto a questi non vi era solo il problema di una potenza massima inferiore, ma anche di un valore di coppia molto minore ai regimi medi.
La testata venne nuovamente ridisegnata, con un angolo tra le valvole più stretto e venne adottato un nuovo albero a gomiti con quattro contrappesi anziché otto, oltre a dei pistoni ulteriormente maggiorati e di una lega d'alluminio più leggera. Le canne dei cilindri divennero integrali anziché riportate e rivestite in nikasil.
Con queste modifiche il motore si alleggerì di altri sette chili e la curva di coppia era spalmata su un range di giri molto ampio, da 6000 a 11300 giri/min senza vuoti di funzionamento.

## Risultati
Il DFY esordì nel Gran Premio di Francia 1983, immediatamente dopo la vittoria della McLaren con John Watson nel Gran Premio Usa-Ovest dello stesso anno col motore DFV.
Questo era il primo step evolutivo del DFY e venne consegnato a McLaren e Williams, le quali tuttavia non erano più interessate a motori di questo genere in quanto stavano cercando delle case ufficiali con cui sviluppare gratuitamente dei motori turbo.
L'esordio del DFY non risultò così malvagio in quanto in Francia le Williams di Rosberg e Laffite, si piazzarono rispettivamente quinto e sesto, risultando le migliori vetture aspirate, grazie ai minori consumi del DFY che però in qualifica non era sufficientemente potente per fronteggiare i turbo, infatti le Williams partirono in 16ª e 19ª posizione. Le McLaren soffrirono di problemi di affidabilità, ma pagavano anche lo scotto di un telaio ormai al limite del suo sviluppo.
Lauda si ritirò per la rottura di un cuscinetto mentre sulla macchina di Watson cedette proprio il nuovo propulsore. I due partirono al 12º e 14º posto.
La seguente gara si disputò sul circuito di Imola, ed in prova le quattro vetture motorizzate DFY mostrarono ancora problemi prestazionali (11° e 16° le Williams, 18° e 24° le McLaren), ma in gara Rosberg ottenne un impressionante quarto posto seguito da Watson che si piazzò 5° dopo una furiosa rimonta dalla 24ª posizione, 7° Laffite fuori dalla zona punti e ritirato Lauda per un testacoda.
Si arrivò così al Gran Premio di Monaco, disputato sulla classica pista cittadina del Principato, dove la potenza del motore non è un fattore fondamentale per la vittoria.
Infatti Rosberg si impose vincendo la gara con oltre 18 secondi di vantaggio su Nelson Piquet che conquistò la piazza d'onore.
L'altra Williams si ritirò per la rottura del cambio mentre era in seconda posizione, mentre le McLaren non si qualificarono nemmeno alla gara.
Nel Gran Premio del Belgio 1983, che si corse dopo la gara monegasca, il DFY venne esteso anche al team Tyrrell. Questa scuderia beneficiava del secondo step evolutivo mentre McLaren e Williams continuarono con la prima versione in quanto ormai i rapporti con TAG-Porsche ed Honda erano in fase avanzate e di lì a breve la casa teutonica e nipponica avrebbero fornito i nuovi propulsori turbo ai due team britannici.
Inizialmente il DFY venne utilizzato dal solo Michele Alboreto poiché la squadra di Ken Tyrrell non disponeva dei fondi per correre con due motori nuovi e Danny Sullivan poté usufruirne solo dal Gran Premio di Gran Bretagna.
Alboreto fu subito entusiasta del funzionamento del DFY ma risultò essere polemico nei confronti della Cosworth, in quanto il circuito di Spa-Francorchamps dove si corre la gara belga, richiede motori molto potenti.
Alboreto riteneva che il DFY doveva essere utilizzato a Montecarlo, che era uno dei pochi circuiti (essendo un cittadino) dove avrebbe potuto fronteggiare i turbo, infatti Rosberg vinse il Gran Premio. 
Come da previsione Alboreto partì solo 16° e concluse 13° venendo doppiato due volte, ma sia le Williams che le McLaren (con la vecchia versione del DFY) arrivarono davanti al pilota milanese.
Si arrivò così alla seconda gara americana in calendario sul cittadino di Detroit. Fu una corsa monopolizzata dai motori Ford-Cosworth, infatti sulle dieci prime macchine sette erano motorizzate Cosworth. In realtà non vinsero per via delle prestazioni superiori quanto per i consumi eccessivi e la scarsa affidabilità dei turbo. La gara venne vinta proprio da Michele Alboreto seguito da Rosberg e Watson, mentre l'unica macchina turbo a prendere punti fu Piquet con la Brabham-BMW. Questa è stata l'ultima vittoria di un motore derivato dal DFV (la 155°), ed anche la seconda ed ultima del DFY.
Il DFY venne utilizzato fino al 1985, in quanto nel 1986 erano ammessi solo motori turbo e la Cosworth fu costretta a metterlo fuori servizio in luogo del nuovo GBA sovralimentato. Tuttavia la sola Tyrrell continuava ad adoperarlo in quella stagione; Infatti tutte le scuderie si erano convertite o ai motori turbo Renault (come la Lotus), oppure al BMW, mentre altre squadre adottarono l'esordiente Hart, e McLaren e Williams firmarono per la fornitura di TAG-Porsche e Honda.
Nel 1984 la Arrows cominciò la stagione con dei vecchi DFV ma poi adoperò il BMW M12/13, mentre nel 1985 anche la Tyrrell e l'esordiente Minardi passarono alla concorrenza.
Ken Tyrrell riuscì ad ottenere i turbo Renault ormai in fase calante anche se sempre ai vertici per potenza; egli aveva rifiutato l'offerta dei transalpini quando alla fine degli anni settanta gli avevano proposto di usarli sulle sue vetture, salvo poi pentirsene nel 1983, infatti dovette aspettare due anni per adoperare i turbo. La Minardi invece esordì proprio nel 1985 e correva con una sola vettura, iniziando col vecchio DFV in attesa che dalla terza gara venisse pronto il turbo Motori Moderni progettato da Carlo Chiti.